# Jaime Subías
Jaime Subías (fl. 1684-1726) fue un compositor y maestro de capilla español. Su nombre también está documentado como «Jaume», «Iayme» o «Jauma» y «Subies» o «Sobías».

## Vida
Se conoce muy poco de su vida anterior al magisterio en Santa María del Mar de Barcelona. Allí sucedió al maestro Miguel Rosquelles en el cargo del 5 de mayo de 1684 al 26 de septiembre de 1685. Le sucedería un tal «Manalt», del que se supone que se trata de Gabriel Manalt Domenech.
Desde ese mismo año hasta el 22 de octubre de 1695 ejerció el mismo cargo en la Colegiata de Manresa. En las actas capitulares manresanas se le nombra en diversas ocasiones por cobrar por composiciones o por su trabajo como «portero» —«encargado de realizar las embajadas del capítulo a diferentes autoridades». Enfermó en 1696, por lo que el sochantre Joan Bernat ejerció el magisterio de forma interina entre 1696 y 1699.
Durante su enfermedad el maestro Subías solicitó una ausencia al capítulo manresano para restablecerse en Vich, que fue aceptado. Una vez en Vich, fue nombrado maestro de capilla de la Catedral de Vich, pero sin haber renunciado a su cargo en Manresa. Dada la situación, el cabildo manresano reclamó la vuelta del maestro, pero el maestro solo envió a su hermano Carlos como interino. Carlos permanecería de 1699 a 1701, cuando partió a Gerona debido al descontento con su trabajo. El cabildo volvió a reclamar la presencia del maestro en 1701, al parecer si éxito.
Pese a que en 1713 volvió a ser elegido maestro de capilla de la Colegiata de Manresa, no hay constancia de que volviera a ejercer. Aún como maestro de la Catedral de Vich, en 1738 ganó la plaza de San Juan de las Abadesas, pero no llegó a ocuparlo dado que se le exigía ser tonsurado, a lo que no accedió.
Hay noticias de otro «Jaime Subías» activo en la ciudad de Vich en 1765, posiblemente un familar o descendiente del maestro Subías.

## Obra

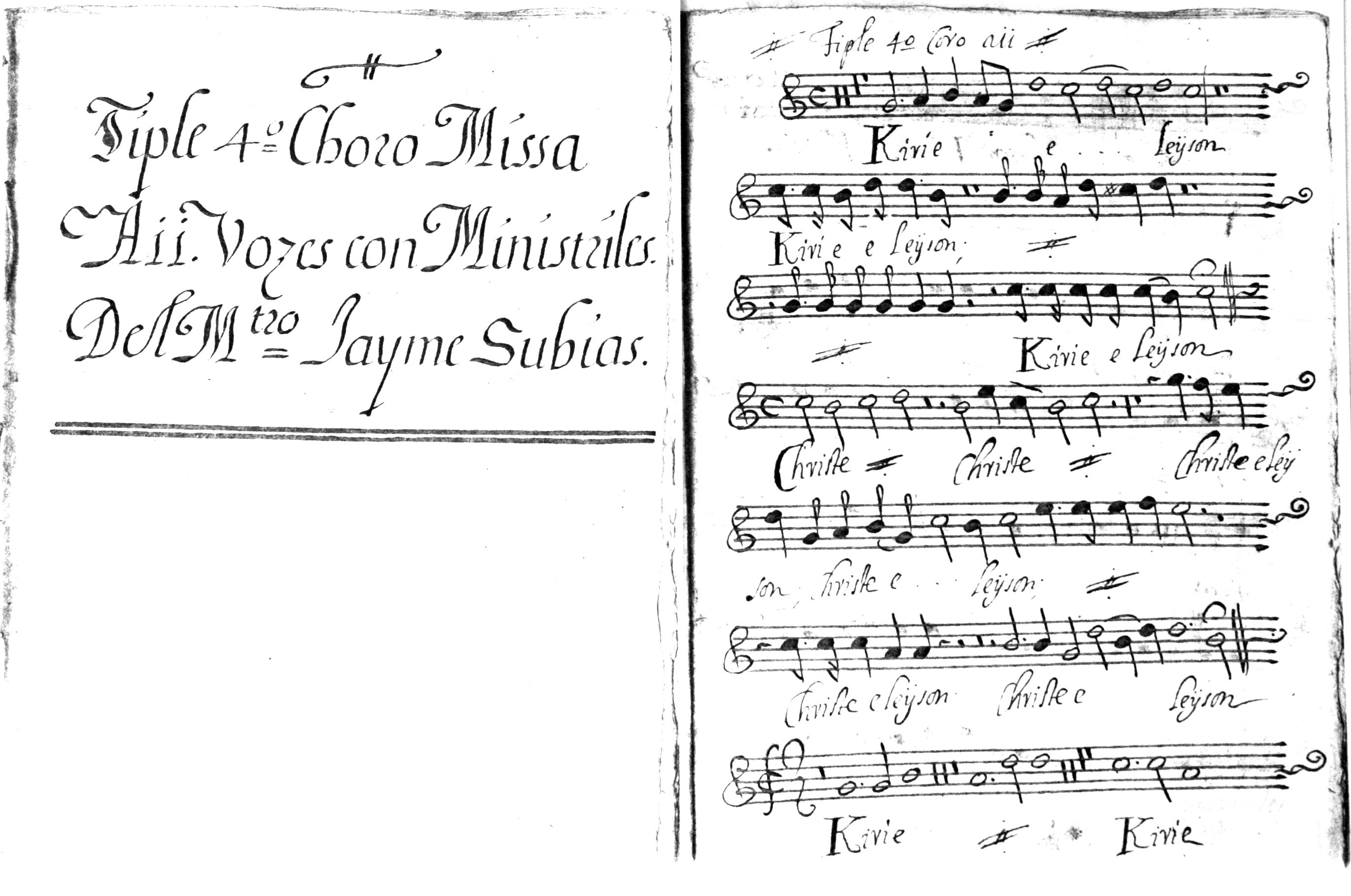
Portada y primera página del tiple del cuarto coro de una misa a 11 voces con ministriles.

Se conoce una misa, una tercia, varias obras religiosas con texto castellano como villancicos y algunas composiciones para órgano. Se conservan en la Biblioteca de Cataluña, entre otros:
- Al son que los clarines, tonada.[2]
- Missa a 11 con ministriles (partes sueltas incompletas).[3]

De la Colegiata de Verdú también hay noticias de composiciones de Jaime Subías:
- Psalm Cum Invocarem etc. ad Completorium Cum 10 Vocibus (Con Menestriles), del Maiestro Jaime Subias Año 1701
- 1701. Canticum Nunc dimittis A 10 Vozes Con Mestriles de Jaime Subias